# Holcolaetis vellerea
Holcolaetis vellerea är en spindelart som beskrevs av Simon 1910. Holcolaetis vellerea ingår i släktet Holcolaetis och familjen hoppspindlar. Inga underarter finns listade i Catalogue of Life.